# Врастенска кула
Врасненска кула (на гръцки: Πύργος Βρασνών) е средновековно отбранително съоръжение, разположено в село Врасна (Враста), в южното подножие на Орсовата планина (Кердилио), край град Аспровалта, Северна Гърция.

## История
Кулата е разположена в източната част на селото, в двора на църквата „Света Георги“. Построена е в XV век. Селото Враста се споменава в атонски документи. Към 1300 година принадлежи към катепаната Стефанина, а по-късно към катепаната Рендина. Кулата вероятно е охранявала пътя от Халкидика към долината на Струма.

## Архитектура
Кулата е триетажна с покрив, като днес са запазени първият етаж и отчасти третият. Запазени са остатъци от дървения под на втория етаж и от комина. Площта ѝ е 50 m2 (7 m x 7,30 m). Дебелината на стените намалява постепенно нагоре до 2,4 m. Кулата е построена от недялани камъни от района и е засилена с подпори (0,80 m x 1,20 m) и така напомня други палеологови кули в района – Галатищката, Айвасилската, Мариината, Кучоската и атонските кули.
В 80-те години на XX век и в 1997 година са извършени консервационни дейност.